# Eriogyna microps
Eriogyna microps är en fjärilsart som beskrevs av Felix Bryk 1939. Eriogyna microps ingår i släktet Eriogyna och familjen påfågelsspinnare. Inga underarter finns listade i Catalogue of Life.